# Kalemie flygplats
Kalemie flygplats är en statlig flygplats i staden Kalemie i Kongo-Kinshasa. Den ligger i provinsen Tanganyika, i den sydöstra delen av landet, 1 600 km öster om huvudstaden Kinshasa. Kalemie flygplats ligger 783 meter över havet. IATA-koden är FMI och ICAO-koden FZRF. Kalemie flygplats hade 3 927 starter och landningar (varav 3 906 inrikes) med totalt 58 102 passagerare (varav 57 878 inrikes), 405 ton inkommande frakt (varav 386 ton inrikes) och 62 ton utgående frakt (varav 49 ton inrikes) 2015.